# Пулюй, Иван Павлович
Ива́н Па́влович Пулю́й (нем. Johann Puluj; 2 февраля 1845, Гримайлов, Галиция, Австро-Венгрия (теперь в Тернопольской области) — 31 января 1918, Прага) — украинский и австро-венгерский физик и электротехник, организатор науки, общественный деятель. Известен пионерскими работами по исследованию катодных лучей.

## Биография
Иван Пулюй родился в 1845 году в греко-католической семье.
В 1865 году он окончил Тернопольскую гимназию и поступил на теологический факультет Венского университета, который окончил с отличием. Позднее он поступил на физико-математическое отделение философского факультета того же университета, где учился до 1872 года. Был доцентом Венского университета. В 1874—1875 годах Иван Павлович преподавал физику в Военно-морской академии в Фиуме, ныне Риека, Хорватия.
В 1875 году Иван Пулюй, как стипендиат австрийского министерства просвещения, повышал свои профессиональные знания под руководством профессора Августа Кундта в Страсбургском университете. В 1876 году И. П. Пулюй получил учёную степень доктора натурфилософии Страсбургского университета, защитив диссертацию на тему «Зависимость внутреннего трения газов от температуры».
В 1884 году Министерство просвещения Австро-Венгерской империи предложило Ивану Павловичу, как профессору экспериментальной и технической физики, возглавить кафедру физики Немецкой высшей технической школы (ныне Чешский технический университет) в Праге, которую он в 1903 году преобразовал в первую в Европе кафедру физики и электротехники. С 1888 по 1889 годы Иван Павлович был ректором этой школы, а созданную им кафедру возглавлял на протяжении тридцати двух лет. Кроме того, И. П. Пулюй был государственным советником по электротехнике Чехии и Моравии.
В 1916 году ему предложили должность министра просвещения Австрии, от которой он отказался по состоянию здоровья.
Жена: Катерина Стожицкая (1863–1945), брак заключён в Вене 4 октября 1884. Шесть детей:
- Наталья (жена композитора В. А. Барвинского);
- Ольга;
- Мария Ксения Маргарета (? — 1974, Вена);
- Александр-Ганс (1901–1984) — австрийский кинопродюсер, его жена Альфеда Пулюй-Хоэнталь (нем. Alpheda Puluj-Hohenthal; 1926—1985) — известный скульптор;
- Пауль (? — 1986);
- Георг (1906–1987, Мюнхен).

Иван Пулюй скончался от рака желудка 31 января 1918 года в городе Смихов (ныне часть Праги), где и похоронен на кладбище Малвазинки. 
При жизни Иван Павлович любил повторять: «Что должно произойти — произойдёт обязательно и будет наилучшим, потому что такова воля Господня».

## Научный вклад
Явлениями, порождаемыми электрическим током в вакууме, Иван Пулюй заинтересовался ещё в Страсбургском университете. Освоив ремесло стеклодува, он выдувал стеклянные трубки как для своих опытов, так и для нужд коллег-физиков. Подружившийся с ним Никола Тесла, также в это время стажировавшийся у профессора А. Кундта, перенял у Пулюя искусство производства трубок. Иван Пулюй и Никола Тесла, проведя целый ряд исследований с газоразрядными трубками, по мнению многих историков науки и учёных-физиков, оказались ближе всех к разгадке природы излучения, порождаемого катодными лучами. Возвратившись из Страсбурга в Вену, Иван Пулюй продолжил заниматься изучением явлений в трубках. В 1880—1882 годах он подробно описал видимые катодные лучи. Некоторое время серийно выпускалось устройство, известное как «лампа Пулюя», представлявшее собой газоразрядную лампу.
Через четырнадцать лет после разработки «лампы Пулюя» была опубликована работа Вильгельма Конрада Рентгена об открытии нового рода лучей. Как выяснилось после этого, «лампа Пулюя» также являлась источником этого излучения, названного впоследствии по предложению анатома Кёлликера рентгеновским. С её помощью И. П. Пулюй впервые в мировой практике сделал снимок сломанной руки 13-летнего мальчика, снимок руки своей дочери с булавкой, лежащей под ней, а также снимок скелета мертворождённого ребёнка. Серия рентгенограмм органов человека, выполненная Пулюем, была настолько чёткой, что позволила выявить патологические изменения в телах пациентов.
В ряде публикаций современной украинской прессы высказывается мнение, что Пулюй, а не Рентген был первооткрывателем рентгеновских лучей. Это мнение опровергается в посвящённой Пулюю монографии Р. Гайды и Р. Пляцко, где подробно анализируются истоки и развитие этой легенды, и в других работах по истории физики. Однако Пулюй внёс большой вклад на первом этапе исследования рентгеновских лучей, поскольку конструкция разработанных им осветительных катодных трубок была удобна для использования в качестве рентгеновских источников (в частности, этому способствовало наличие антикатода). Так, первая статья Пулюя о происхождении рентгеновских лучей и их фотографическом действии была подана в Доклады Венской академии наук уже 13 февраля 1896 года (сообщение Рентгена «О новом типе лучей» датировано 28 декабря 1895 г.). В январе 1896 года Пулюй уже сделал ряд качественных рентгеновских фотографий (рентгенография застреленной морской свинки опубликована 31 января 1896 г.), в феврале этого года он провёл публичную демонстрацию новых лучей и сделанных с их помощью фотографий различных частей тела и предметов в футлярах. Пулюй первым обнаружил появление электропроводности в газах, облучаемых рентгеновскими лучами, и был одним из первых физиков, показавших возможность использования этих лучей в медицинской диагностике. Он первым сделал снимок всего человеческого скелета целиком.

### Публикации И. П. Пулюя
И. П. Пулюй — автор около 50 научных работ на украинском, немецком и английском языках, главным образом по проблеме катодного излучения и рентгеновских лучей.
- Strahlende Elektrodenmaterie //Wiener Berichte I. — 1880. — 81. — S.864 −923; II. — 1881. — 83. — S.402-420; III. 1881. — 83. — S.693-708; IV. — 1882. — 85. — S.871-881.
- Strahlende Elektrodenmaterie und der sogenannte vierte Aggregatzustand' — Wien; Verlag Carl Gerold Sohn, 1883.
- Radiant Elektrode Matter and the so Called Fourth State. -London: Physical Memoirs, 1889. — Vol. l, Pt.2. — P.233-331.
- Über die Entstehung der Röntgen‘schen Strahlen und ihre photographische Wirkung //Wiener Berichte. — 1896. — Bd. 105. — S. 228—238.
- Die Röntgenische Entdeckung neuer Eigenschajten der sog.
- Kathodenstrahlen //Bohemia. — 1896. — 11.01

Последние 2 работы были в числе первых, если не первыми, в которых x-лучи названы рентгеновскими.

## Поддержка украинской культуры
И. П. Пулюй известен также своим вкладом в продвижении украинской культуры. Ещё в тернопольской гимназии он основал молодёжный кружок «Громада» для изучения и популяризации украинской истории и культуры, а в студенческие годы стал организатором «Венской Сечи», объединявшей украинскую молодёжь австрийской столицы. Вместе с Пантелеймоном Кулишом и Иваном Нечуй-Левицким Иван Пулюй участвовал в первом полном переводе Библии на украинский язык. Она была выпущена в свет Британским библейским обществом в феврале 1904 года. Он активно поддерживал открытие украинского университета во Львове и публиковал статьи, в поддержку украинского языка. Будучи профессором, И. П. Пулюй организовал стипендии для украинских студентов в Австро-Венгрии. Являлся действительным членом Научного общества имени Шевченко.

## Память
- Тернопольский национальный технический университет носит имя Ивана Пулюя.
- В Киеве (на территории жилмассива Турецкий городок), Виннице, в г. Днепре, Ивано-Франковске, во Львове и других городах есть улицы, названные в честь Ивана Пулюя.
- В 1995 году была выпущена почтовая марка Украины, посвящённая Пулюю.